# Sonatina (Ligeti)
Pour les articles homonymes, voir Sonatine (homonymie).
La Sonatina (hongrois : Szonatina) est une œuvre pour piano à quatre mains du compositeur hongrois György Ligeti, écrite en 1950.

## Contexte
György Ligeti compose sa Sonatina pour piano à quatre mains en 1950.
Le premier mouvement est très fortement apparenté au 3ème mouvement de Musica ricercata et le thème du second mouvement est fondamentalement le même que le 7ème mouvement de Musica ricercata (mais sans l'ostinato qui donne son effet si particulier à ce 7ème mouvement). 
La partition est publiée par Schott comme pièce no 4 d'un recueil de pièces pour quatre mains du compositeur, Fünf Stücke.

## Structure
La Sonatina est en trois mouvements, :
1. Allegro ;
2. Andante, mouvement « empreint d'une certaine profondeur »[1] ;
3. Vivace.

La durée d'exécution est d'environ 4 min 30 s.

## Édition
- Cinq pièces pour piano à quatre mains, Schott Music, 1999 (OCLC 237406685) — Marche (1942) ; Étude polyphonique (1943) ; Három lakodalmi tánc [« Trois danses de mariage »] (1950) ; Sonatina (1950) ; Allegro (1943).

## Discographie
- Irina Kataeva et Pierre-Laurent Aimard, piano (février 1995, « Ligeti Edition » vol. 6 Sony 01-062307-10) (OCLC 716726131 et 492602246)
- Erika Haase et Carmen Piazzini, piano (1997, Tacet 129) (OCLC 1246184903)
- Fredrik Ullén, piano (1998, BIS-CD-1683/84) (OCLC 610631220)